# Деніял Пирич
Деніял Пирич (босн. Denijal Pirić, нар. 27 вересня 1946, Живиниці) — югославський футболіст, що грав на позиції півзахисника. По завершенні ігрової кар'єри — боснійський тренер.
Виступав за «Динамо» (Загреб), з яким став дворазовим володарем Кубка Югославії та переможцем Кубка ярмарків, та «Сараєво», а також національну збірну Югославії.

## Клубна кар'єра
Народився 27 вересня 1946 року в місті Живиниці. Вихованець футбольної школи клубу «Славен» (Живиниці).
У дорослому футболі дебютував 1964 року виступами за команду «Динамо» (Загреб), в якій провів вісім сезонів, взявши участь у 135 матчах чемпіонату. За цей час двічі виборов титул володаря Кубка Югославії, а 1967 року ставав володарем Кубка ярмарків.
1972 року перейшов до клубу «Сараєво», за який відіграв 5 сезонів. Завершив професійну кар'єру футболіста виступами за команду «Сараєво» у 1977 році.

## Виступи за збірну
30 квітня 1969 року дебютував в офіційних іграх у складі національної збірної Югославії в матчі відбору до чемпіонату світу 1970 року проти Іспанії (1:2), вийшовши на заміну в перерві замість Йована Ачимовича. У наступному матчі проти Фінляндії (5:1) він забив свій перший і єдиний гол за збірну. Загалом протягом кар'єри в національній команді, яка тривала 2 роки, провів у її формі 6 матчів, забивши 1 гол.

## Кар'єра тренера
Наприкінці своєї кар'єри Деніял Пирич отримав дипломи тренера та працював тренером «Сараєво» у 1986—1988, 1996 та 2000—2001 роках.
Згодом Пирич працював у структурі боснійської футбольної федерації, зокрема недовго тренував юнацьку збірну Боснії і Герцеговини U-19. 1 червня 2008 року отримав завдання тимчасово очолити національну збірну Боснії і Герцеговини у товариському матчі з Азербайджаном (1:0) у Зениці після звільнення Мехо Кодро. Більшість гравців, які були запрошені на матч, тоді грали в Прем'єр-лізі Боснії та Герцеговини, а 10 гравців дебютували за команду у тій зустрічі.
Надалі Пирич працював технічним директором національної збірної Боснії та Герцеговини, поки не пішов у відставку в листопаді 2017 року.

## Титули і досягнення
- Володар Кубка Югославії (2):

«Динамо» (Загреб): 1964/65, 1968/69
- Володар Кубка ярмарків (1):

«Динамо» (Загреб): 1966/67